# Ditassa hispida
Ditassa hispida là một loài thực vật có hoa trong họ La bố ma. Loài này được (Vell.) Fontella mô tả khoa học đầu tiên năm 1979.